# Hosein Alí Montazerí
Hosein Alí Montazerí (en persa: حسینعلی منتظری, Nayafabad, 22 de septiembre de 1922-Qom, 19 de diciembre de 2009), referido como Gran Ayatolá, fue un importante teólogo islámico chiita, escritor y activista en pro de la democracia y los derechos humanos iraní. Fue uno de los líderes de la Revolución iraní de 1979 y una de las autoridades de más alto rango en el islam chiita. En 1979 fue designado como sucesor por el líder supremo de la revolución, el ayatolá Jomeini, pero en 1989, Montazerí perdió la confianza del ayatolá tras denunciar que las políticas gubernamentales se inmiscuían en la libertad y negaban derechos sociales, lo que le obligó a vivir recluido en la ciudad santa de Qom, desde donde ejerció su influencia en las políticas reformistas. A raíz de esto fue puesto bajo arresto domiciliario en 1997, bajo cargos de cuestionar "el gobierno irresponsable ejercido por el líder supremo". Era conocido como el académico islámico de mayor conocimiento en Irán y como un gran marya (autoridad religiosa) del islam chiita. 
Durante más de dos décadas, Hosein-Alí Montazerí fue uno de los principales críticos de la política interior y exterior de la República Islámica de Irán. También fue un activo defensor de los derechos de los baháʼís, de los derechos civiles y los derechos de la mujer en Irán. Montazeri fue un prolífico escritor de libros y artículos. Era un firme defensor de un estado islámico y argumentaba que el Irán posrevolucionario no era gobernado como tal.
El 19 de diciembre de 2009, Montazeri murió de insuficiencia cardíaca mientras dormía en su casa de Qom, a la edad de 87 años.